# Союз ТМ-15
Союз ТМ-15 — пилотируемый космический аппарат из серии «Союз ТМ».

## Экипаж старта
- Анатолий Соловьёв (3-й полёт) — командир
- Сергей Авдеев (1-й полёт) — бортинженер
- Мишель Тонини (1-й полёт) — космонавт-исследователь

## Дублирующий экипаж
- Геннадий Манаков — командир
- Александр Полещук — бортинженер
- Жан-Пьер Эньере (Франция) — космонавт-исследователь

## Резервный экипаж
- Василий Циблиев — командир
- Александр Баландин — бортинженер

## Экипаж возвращения
- Анатолий Соловьёв — командир
- Сергей Авдеев — бортинженер

## Описание полёта
Во время двухнедельного совместного российско-французского полёта проведены 11 экспериментов из областей биомедицины, техники и физики. Эксперимент ORTHOSTATISME состоял в исследовании давления крови и сосудистой системы, распределения потоков крови в условиях невесомости. Кроме того изучалось воздействие на гормональный фон. Эксперимент ILLUSION исследовал адаптацию органов чувств к космическим условиям. В эксперименте NAUSICAA 1 измерялись состав и величина полей излучений, окружающих космонавтов. Прочие эксперименты исследовали время жизни красных кровяных телец и воздействия на иммунную систему. Помимо этого изучался рост кристаллов, воздействие космических излучений на электронные компоненты и поведение жидкостей в невесомости.
После отстыковки «Союза ТМ-14» начала работу тринадцатая основная экспедиция «Мира». Во время экспедиции проведены эксперименты по изготовлению кристаллов и специальных сплавов, биотехнологии, астрономии и медицине. Кроме того выпущен спутник «МАК-2» московского авиационного института.
Соловьев и Авдеев сделали 4 выхода в открытый космос, во время которых продолжили работы по перестройке станции. 3 сентября они смонтировали на ферму блок двигателей «Софора»[прояснить], доставленный транспортным кораблём «Прогресс М-14». 2 сентября открыт люк модифицированного корабля «Прогресс М-14», и робот-манипулятор, закреплённый на передней части «Прогресса», передвинул 750-килограммовый, более двух метров длиной двигатель из грузового отсека. После этого он был передвинут к модулю «Квант» и на следующий день — в нужную позицию космонавтами (3 ч 56 мин). Через четыре дня «Софора» закреплён на ферме (5 ч 08 мин). Во время третьего выхода проведены кабельные соединения, и путём выдвижения фермы двигатель переведён в рабочее положение (5 ч 44 мин). Во время следующего выхода 15 сентября на модуле Кристалл смонтирована специальная антенна системы сближения «Курс», позволявшая осуществлять стыковку с большими по размеру кораблями. Ещё на Земле «Кристалл» оснащён улучшенной системой стыковки. Подобная система должна быть смонтирована на челноке «Атлантис» с тем, чтобы сделать возможной его стыковку со станцией Мир. Возвращаемая капсула корабля Прогресс наполнена перед спуском 150 кг исследовательского материала.
Провиант и расходные материалы доставлялись транспортными кораблями «Прогресс М-14» и «М-15».